# Перренати
Перрена́ти — солі перренатної кислоти. Вони також мають застарілу назву «ренієвокислі солі». Перренат-іон ReO4− має тетраедричну будову, як показано ІЧ та раманівською спектрометрією. В цій кислоті реній має ступінь окиснення +7 та d0 конфігурацією.
Іон перренату стабільний у широкому діапазоні pH та може бути осаджений з розчину органічними або неорганічними катіонами. При високих значеннях pH перренати утворюють мезо-форму ReO53-.
Перренат-аніон також використовують, зважаючи на його слабку здатність до координування. Він є слабшою льюїсівською основою ніж I- або Br- але сильніший ніж ClO4- або BF4-. Тверді перренати забарвлені кольором катіона. Солі лужних металів, наприклад, KReO4 використовуються у промисловості ренію та у лабораторії. Структурно ReO4- подібні до перхлоратів, ClO4-: вони часто ізоморфні.
Типово отримують перренати лужних металів:
{\displaystyle \mathrm {HReO_{4}+KCl\rightarrow KReO_{4}+HCl} }
Перренати можуть мати не тільки металічні катіони, а й складні елементоорганічні:
{\displaystyle \mathrm {AgReO_{4}+(CH_{3})_{3}SiCl\rightarrow (CH_{3})_{3}SiOReO_{3}+AgCl} }
При взаємодії з іонами-лігандами перренат-іон може утворювати координаційні сполуки:
{\displaystyle \mathrm {KReO_{4}+KCN+N_{2}H_{5}OH\rightarrow K_{3}[ReO_{2}(CN)_{4}} ]}
В результаті реакції із сульфурвмісними відновниками утворюються тіоперренати:
{\displaystyle \mathrm {ReO_{4}^{-}+H_{2}S\rightarrow ReO_{3}S^{-}+H_{2}O} }
Використання найпростішої солі — перренату калію дозволяє створити широкій ряд сполук ренію.
Перренати є аналогами перманганатів, однак перренати мають значно менший окисно-відновний потенціал.

## Приготування
Типовими перренатними солями є похідні лужних металів і перренат амонію. Ці солі одержують окисленням сполук ренію азотною кислотою з наступною нейтралізацією перренатної кислоти, що утворюється. Додавання тетрабутиламонію хлориду до водних розчинів перренату натрію дає перренат тетрабутиламонію, який розчиняється в органічних розчинниках.